# Polona Reberšak
Polona Reberšak (* 9. Februar 1987 in Celje, Jugoslawien) ist eine ehemalige slowenische Tennisspielerin.

## Karriere
Reberšak spielte vor allem Turniere des ITF Women’s Circuit, wo sie einen Titel im Einzel und 12 im Doppel gewann. 
2006 spielte sie drei Matches für die Slowenische Fed-Cup-Mannschaft, wovon sie zwei gewann.

## Turniersiege

### Einzel
| Nr. | Datum        | Turnier  | Kategorie   | Belag     | Finalgegnerin    | Ergebnis |
| --- | ------------ | -------- | ----------- | --------- | ---------------- | -------- |
| 1.  | Februar 2006 | Portimão | ITF $10.000 | Hartplatz | Magali de Lattre | 7:5, 6:4 |

### Doppel
| Nr. | Datum           | Turnier         | Kategorie   | Belag | Partnerin          | Finalgegnerinnen                        | Ergebnis           |
| --- | --------------- | --------------- | ----------- | ----- | ------------------ | --------------------------------------- | ------------------ |
| 1.  | 30. August 2004 | Kranjska Gora   | ITF $10.000 | Sand  | Maša Zec Peškirič  | Janette Bejlková Karolina Jovanović     | 7:64, 6:1          |
| 2.  | Mai 2006        | Dubrovnik       | ITF $10.000 | Sand  | Tina Bohoric       | Karolina Jovanović Antonia-Xenia Tout   | 6:3, 6:4           |
| 3.  | August 2009     | Velenje         | ITF $10.000 | Sand  | Nastja Kolar       | Camelia Hristea Diana Marcu             | 6:3, 6:2           |
| 4.  | Juli 2010       | Prokuplje       | ITF $10.000 | Sand  | Karolina Jovanović | Vivien Juhászová Tereza Malíková        | 3:6, 6:2, [10:2]   |
| 5.  | August 2010     | Čakovec         | ITF $10.000 | Sand  | Nastja Kolar       | Katarína Baranová Simonka Parajová      | 6:0, 6:1           |
| 6.  | Juli 2011       | Prokuplje       | ITF $10.000 | Sand  | Zsófia Susányi     | Isabella Schinikowa Julija Stamatowa    | 6:4, 7:62          |
| 7.  | Juli 2011       | Prokuplje       | ITF $10.000 | Sand  | Zsófia Susányi     | Claudia Antonia Enache Katharina Negrin | 6:2, 4:6, [10:5]   |
| 8.  | August 2012     | Innsbruck       | ITF $10.000 | Sand  | Jasmina Kajtazovič | Klára Dohnalová Lenka Kunčíková         | 7:5, 2:6, [20:18]  |
| 9.  | August 2013     | Pörtschach      | ITF $10.000 | Sand  | Nastja Kolar       | Giola Barbieri Giulia Sussarello        | 6:0, 2:6, [10:4]   |
| 10. | 25. Juli 2014   | Bad Waltersdorf | ITF $10.000 | Sand  | Pia König          | Kristýna Hrabalová Tereza Janatová      | 6:74, 7:5, [14:12] |
| 11. | 21. August 2015 | Graz            | ITF $10.000 | Sand  | Lisa Hofbauer      | Pia Brglez Katharina Knöbl              | 7:5, 6:0           |
| 12. | 23. Juli 2016   | Bad Waltersdorf | ITF $10.000 | Sand  | Nina Potočnik      | Nastja Kolar Francesca Stephenson       | 6:3, 6:4           |